# Vodka cruiser
Vodka Cruiser là một cocktail pha sẵn đóng chai xuất xứ từ New Zealand. Loại thức uống này thường có nồng độ cồn nhẹ từ 5-7%.
Nhãn hiệu này đang dẫn đầu các thức uống cùng loại tại thị trường Australasia nhiều năm trở lại đây, và đã trở thành một thương hiệu toàn cầu, được phân phối hơn 50 quốc gia.

## Tên thường gọi
Tên thường gọi của các loại sản phẩm dòng này là alcopop (được ghép bởi 2 từ alcohol-thức uống có cồn và pop-đồ uống có ga) hay RTD (viết tắt từ Ready-To-Drink, thức uống pha sẵn).

## Thành phần
Vodka Cruiser có gốc chính là vodka, thành phần bao gồm vodka Kristov được chưng cất hai lần với các loại hương vị trái cây, từ đó có nhiều sản phẩm với màu sắc, hương vị khác nhau.

## Các sản phẩm
Các sản phẩm hiện tại
- Vodka Cruiser Ice
- Vodka Cruiser Passionfruit
- Vodka Cruiser Pineapple
- Vodka Cruiser Raspberry
- Vodka Cruiser Blueberry
- Vodka Cruiser Cool Lime
- Vodka Cruiser Lychee
- Vodka Cruiser Melon
- Vodka Cruiser Watermelon
- Vodka Cruiser Strawberry
- Vodka Cruiser Cramberry
- Vodka Cruiser Guava
- Vodka Cruiser Orchard Fruits
- Vodka Cruiser Wild Berries

Dung tích thường thấy của các sản phẩm này là chai 275 ml (9,3 oz).